# Place Louis-Pradel
La place Louis-Pradel est une place du quartier des Terreaux dans le 1er arrondissement de Lyon, en France. De création récente, elle relie le centre-ville, hôtel de ville et place des Terreaux aux quais du Rhône.

## Localisation et accès
Elle est adossée à la colline de la Croix-Rousse (façade nord) et située à l'extrémité nord de la rue de la République. Sa façade sud donne sur deux monuments, l'Opéra avec sa coupole moderne dessinée par Jean Nouvel et l'entrée de l'hôtel de ville qui borde la place de la Comédie.
La place est accessible par la ligne A du métro de Lyon via la station Hôtel de Ville-Louis Pradel

## Œuvres d'art
De l'autre côté, elle s'ouvre largement sur les quais du Rhône par une esplanade sur laquelle se trouvent plusieurs sculptures :
- Le Soleil : fontaine moderne face à l'Opéra par Ipoustéguy ;

- Pyramide de l’Histoire de Lyon : une sculpture symbolisant les lyonnais, entre l'Opéra et les pentes de la Croix Rousse et face au Rhône, due à Ipoustéguy ;

- effigies de Louis Pradel et de Louise Labé, œuvres du sculpteur Ipoustéguy ;

- sculpture Le Patineur due au sculpteur César.

## Histoire

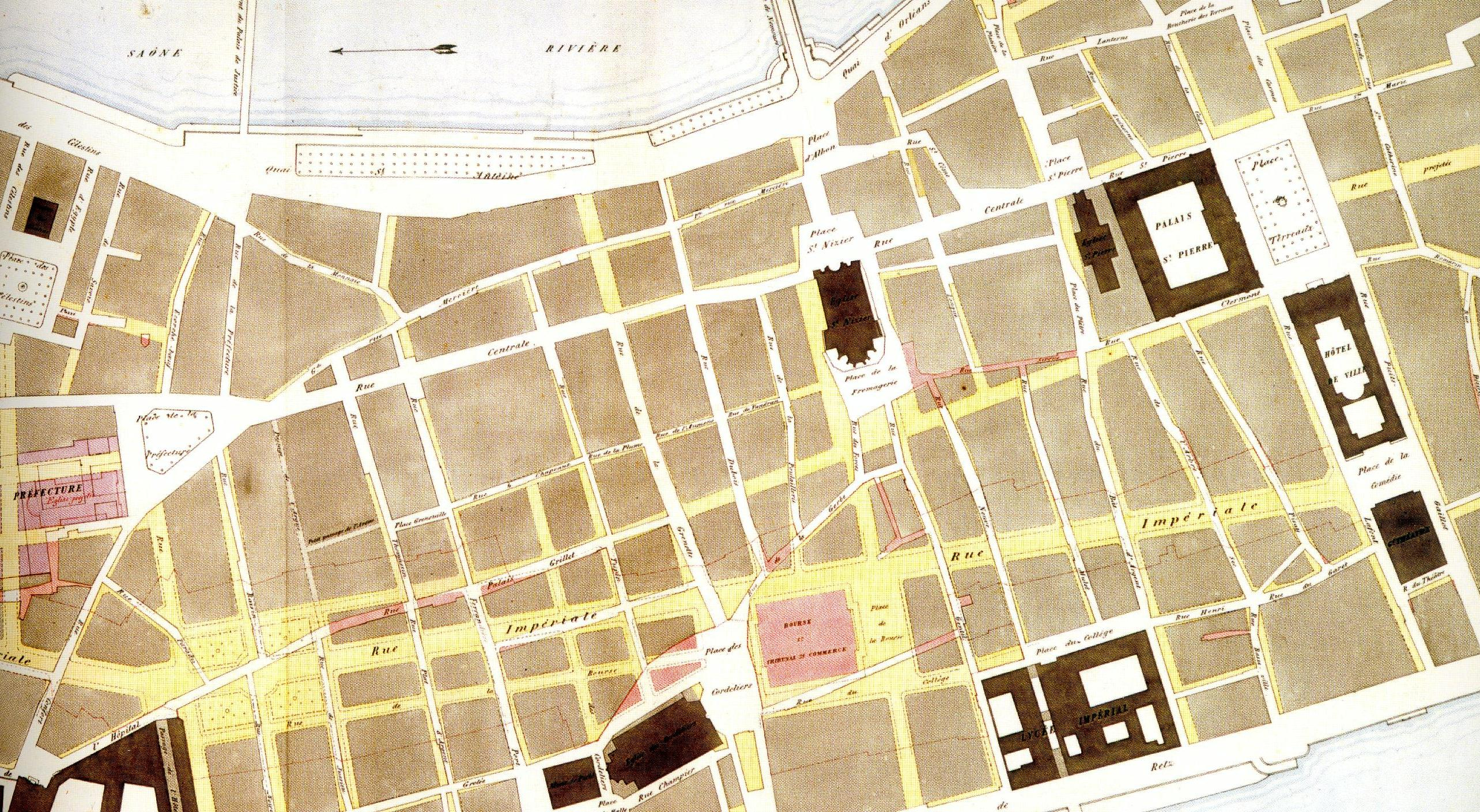
Plan des projets sur la Presqu'île de Lyon.

Cette place a été percée dans le tissu urbain dense de la Presqu'île durant les travaux du métro, par élargissement de la rue Puits-Gaillot. La création de cette place a été rendue nécessaire par la décision de faire passer le métro dans la structure du nouveau pont Morand. Elle a aussi été l'occasion de construire un 
Le passage du métro a nécessité de détruire de nombreux bâtiments qui occupaient l'îlot urbain⁣⁣ sur lequel se trouve aujourd'hui la place et un parc de stationnement souterrain (le parking Opéra). Mais également des bâtiments avoisinants. Ainsi de nouveaux édifices furent construits et bordent aujourd'hui la place. Au nord, on y compte des bâtiments réalisés ou réaménagés par Bertrand de Lagarde et Charles Delfante : l'immeuble César, le Commissariat de Police du 1ᵉʳ et 4ᵉ arrondissements de Lyon, ainsi que le « 21 » place Tolozan (bâtiment à la façade orange et à la terrasse surélevée). À l'ouest, on y retrouve l'Annexe de l'Hôtel de Ville réalisé par Jean-Gabriel Mortamet⁣ ; reconnaissable, malgré lui, par sa façade en béton et son architecture (architecture d’accompagnement) qui voulait doucement mélanger les façades des pentes de la Croix-Rousse, et de l'hôtel de ville sans les cacher.
En 1977, alors qu'elle n'était pas encore aménagée, elle a été baptisée du nom de Louis Pradel, maire de la Ville de Lyon pendant près de vingt ans (de 1957 à 1976), mort en fonction l'année précédente.
La place Louis-Pradel est devenue entièrement piétonne sous le mandat de Michel Noir, dans le cadre du Plan Presqu'île, en 1993-1994. En effet, auparavant, les voies de circulation étaient situées au centre de la place. Désormais, la rue Puits-Gaillot devient une rue à une seule voie, sens unique, qui a un accès au quai Jean Moulin. Peu de lyonnais connaissent son existence, car elle est isolée et masquée.
La place a été pendant près de 20 ans (1977-1994), en travaux permanents (métro de 1976 à 1978, immeubles de 1979 à 1987, aménagement de 1980 à 1982, sculptures de 1982, voiries définitives de 1993 à 1994). Aujourd'hui, elle jouit d'une renommée mondiale dans le milieu du skateboard, grâce à des skateurs français mondialement connus.

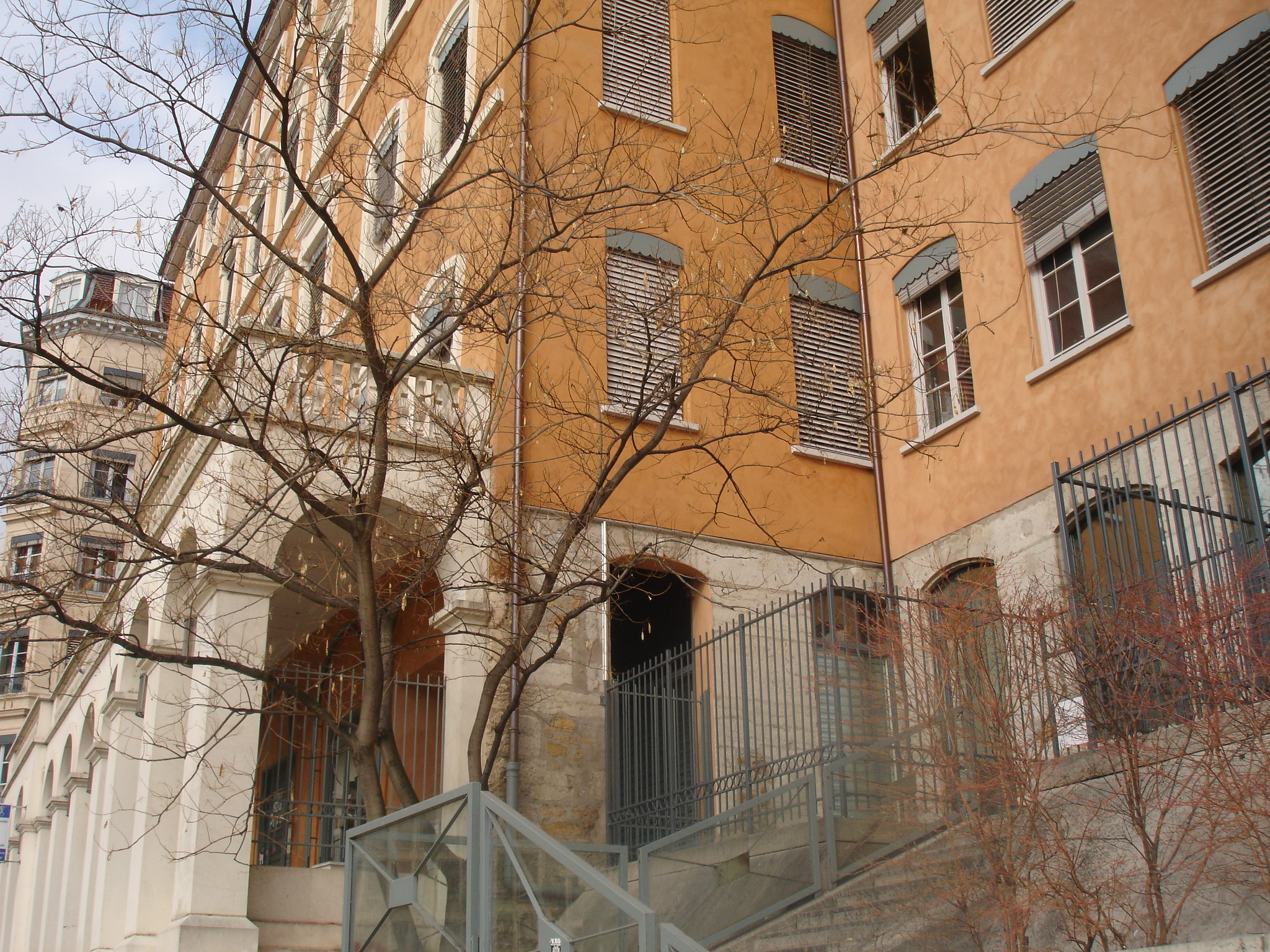
Place Pradel côté nord.
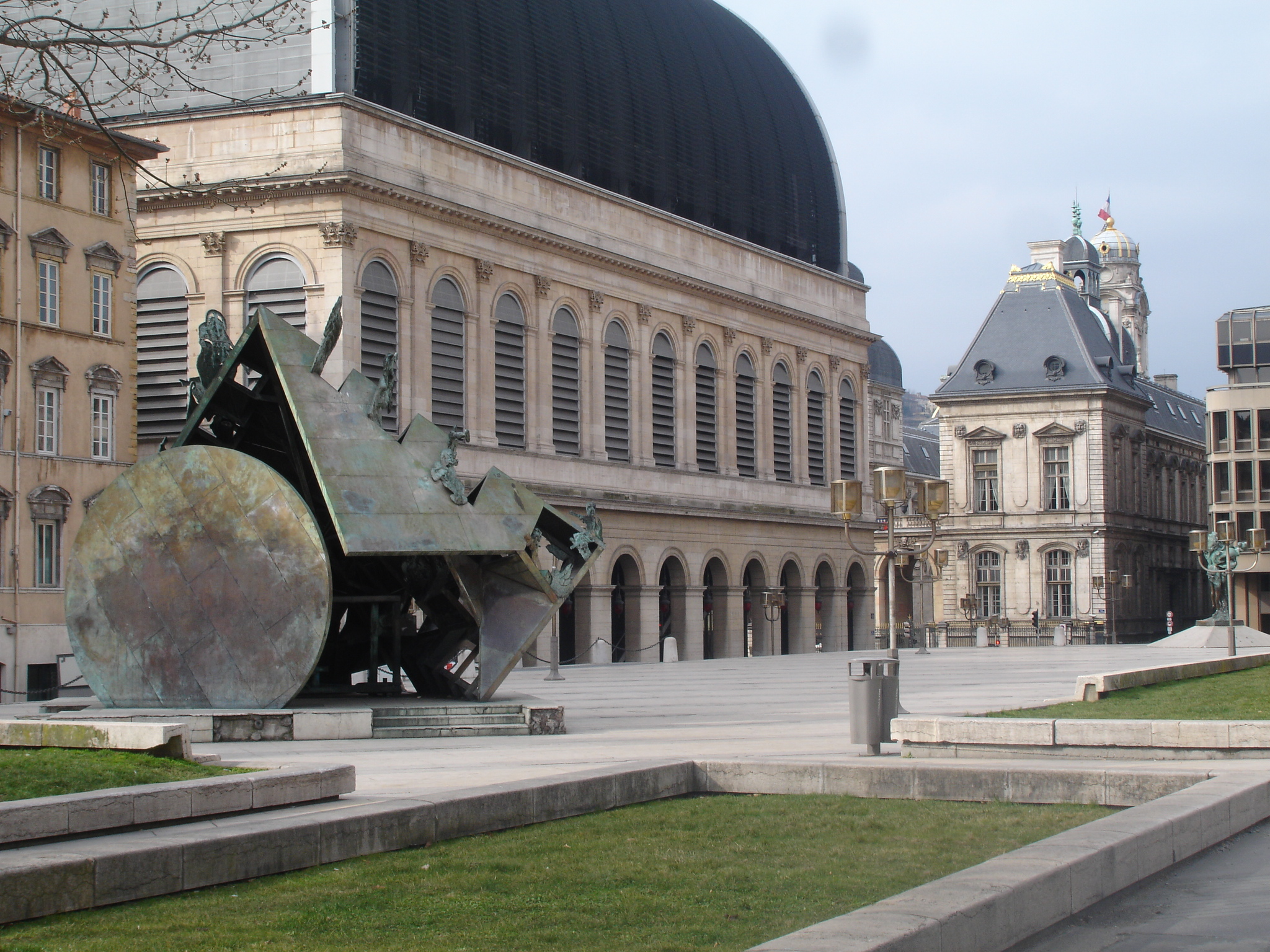
Vue du quai.

En 2017, près de vingt ans après la fin définitive des travaux, la place s'étant dégradée, des travaux de rénovation ont lieu, les dalles sont changées, le sol sécurisé, il avait même été question la réaménager complètement. 